# Mount Banks
Mount Banks är ett berg i Australien. Det ligger i kommunen City of Blue Mountains och delstaten New South Wales, i den sydöstra delen av landet, omkring 83 kilometer väster om delstatshuvudstaden Sydney. Toppen på Mount Banks är 1 066 meter över havet, eller 188 meter över den omgivande terrängen. Bredden vid basen är 2,5 km.
Närmaste större samhälle är Katoomba, omkring 16 kilometer söder om Mount Banks. 
I omgivningarna runt Mount Banks växer i huvudsak städsegrön lövskog. Runt Mount Banks är det ganska tätbefolkat, med 56 invånare per kvadratkilometer. Genomsnittlig årsnederbörd är 1 149 millimeter. Den regnigaste månaden är februari, med i genomsnitt 214 mm nederbörd, och den torraste är juli, med 26 mm nederbörd.